# Anthemis arvensis subsp. incrassata
Anthemis arvensis subsp. incrassata é uma subespécie de planta com flor pertencente à família Asteraceae. 
A autoridade científica da subespécie é (Loisel.) Nyman, tendo sido publicada em Conspectus florae europaeae: seu Enumeratio methodica plantarum phanerogamarum Europae indigenarum, indicatio distributionis geographicae singularum etc. 361. 1879.

## Portugal
Trata-se de uma subespécie presente no território português, nomeadamente em Portugal Continental.
Em termos de naturalidade é nativa da região atrás indicada.

## Protecção
Não se encontra protegida por legislação portuguesa ou da Comunidade Europeia.